# Century Media Records
Pour les articles homonymes, voir Century.
Century Media Records est un label discographique allemand, spécialisé dans le metal. La société est européenne, avec des bureaux en Allemagne, Autriche, France, Italie, Suède et Royaume-Uni. Elle possède également des dépendances aux États-Unis et au Brésil.

## Histoire
Century Media est fondé par Robert Kampf à Dortmund, en Allemagne, en 1988, et a aidé de nombreux groupes et artistes à se lancer tels que Architects, Diecast, Divine Heresy, Eyehategod, God Forbid, Iced Earth, In This Moment, Lacuna Coil, Moonspell, Nevermore, Shadows Fall, Suicide Silence, Warbringer et Winds of Plague. Le label est spécialisé dans divers genres et styles dérivés du heavy metal. Un nombre d'artistes listés sont engagés par Century Media pour les marchés américains, depuis des labels localisés en Europe. Century Media est également le label principal de groupes comme Arch Enemy, Napalm Death, et Queensrÿche.
Le groupe le plus célèbre du label est Lacuna Coil. Shadows Fall rencontre également du succès grâce au label. Le groupe iconique punk hardcore Sick of It All fait également partie de la famille Century Media. L'album de Lacuna Coil, Comalies, paru en 2002, devient le premier album estampillé Century Media à atteindre le classement musical Billboard 200, atteignant la 178e place, deux ans après parution. Son quatrième album Karmacode le dépasse avec 490 000 exemplaires vendus au total et atteint la 28e place du Billboard Album Chart américain. Il se classe premier au Top Independent Albums Chart. L'album de Shadows Fall The War Within, commercialisé en 2004, frappe le Billboard 200 et débute à la première place du classement Independent Albums avec 300 000 exemplaires vendus au total. D'autres artistes notables du label ayant atteint le Billboard 200 impliquent In This Moment, Arch Enemy, Stuck Mojo, Nightrage, Behemoth, Strapping Young Lad, Suicide Silence et God Forbid. Le groupe finlandais Sentenced est récompensé le 14 août 2008 pour leur DVD certifié platine, Buried Alive. 
En avril 2009, le label annonce un partenariat de distribution avec EMI. 
Le 21 janvier 2014, le décès du copropriétaire Oliver Withöft après une longue période de maladie est annoncé. Des hommages lui sont rendus notamment par Monte Conner, responsable de l'A&R aux États-Unis pour Nuclear Blast Records, Blake Judd de Nachtmystium et le publiciste de Sumerian Records George Vallee (ancien employé de Century Media).
En 2015, Century Media est racheté par Sony Music pour environ 17 millions de dollars.

## Century Black
Fin des années 1990, Century Media possédait un label à part nommé Century Black, qui devait servir de label style « Miramax Films » pour le black metal, spécialisé dans la distribution ou re-distribution d'album black metal impossible, ou pratiquement impossible, à trouver dans les marchés américains). En 2000, le label Century Black devient inactif.

## Abacus Records
Abacus Records était un autre label fondé par Century Media en 2002, qui mettait en contrat des groupes metalcore. Le 24 juillet 2007, Abacus Records annonce sa fermeture.

## Polémique
En août 2011, Century Media décide de retirer ses artistes du site Spotify, un service de vente en ligne, dans le but de « protéger l'intérêt de ses artistes ». Le blog Metal Sucks critique Century Media dans l'un de ses messages, auquel le label répond. Le 30 juillet 2012, Century Media Records relance à nouveau son catalogue complet sur Spotify après « un long et impressionnant débat entre fans » et avec Spotify.